# Habitatge al carrer Jaume Balmes, 7 (Sant Pere de Torelló)
L'Habitatge al carrer Jaume Balmes, 7 és una obra de Sant Pere de Torelló (Osona) protegida com a Bé Cultural d'Interès Local.

## Descripció
Es tracta d'un edifici, cantoner, de planta baixa i dos pisos. Destaca el portal d'arc de mig punt adovellat i el portal del costat, de llinda plana i brancals de carreus de pedra. Al primer pis s'hi obren dues finestres de llinda plana i decorada, amb brancals de carreus de pedra.
Aquesta casa reformada prové de la transformació de sagrers en habitatges i tallers per a oficis artesanals de l'època feudal. Correspon a un creixement de la ciutat del tipus "agrupat" que conforma espais públics molt irregulars i carrers estrets, perfectament adaptats a la topografia.